# Jiyang
Jiyang  (en chino simplificado, 吉阳区; pinyin, Jíyáng qū) es un distrito urbano bajo la administración directa de la ciudad-prefectura de Sanya. Se ubica en la provincia isleña de Hainan, extremo sur de la República Popular China. Su área es de 372 km² y su población total para 2018 fue cercana a los 200 mil habitantes.

## Administración
Desde julio de 2020, el distrito de Jiyang está formado por 20 comunidades urbanas y 19 aldeas rurales. 